# Флаг Кишинёва
Флаг Кишинёва (рум. Drapelul Chișinăului) — один из символов Кишинёва, столицы Молдавии. Утверждён муниципалитетом 11 июня 1998 года, Национальной геральдической комиссией — 28 сентября 1998 года.

## Описание и символизм
Флаг представляет собой прямоугольное белое полотно, в центре которого жёлтый (золотой) пояс с тройным плетением, над которым выступает в центре полотна герб города. Соотношение сторон: 1:2.
Белая часть флага символизирует площадь «крепости», а пояс с плетением, позаимствованный элемент из орнаментики архитектурных памятников время появления и развития «крепости»: настоящее, прошлое и будущее, а также символизирует Троицу.
Размеры флага Кишинева, как правило, идентичны официальным размерам Государственного флага Молдавии.